# Iglesia de San Agustín (Kilburn)
La iglesia de San Agustín es un templo de la Iglesia de Inglaterra en el área de Kilburn, en el norte de Londres (Reino Unido). Debido a su gran tamaño, y a su arquitectura ornamentada, a veces se la conoce cariñosamente como "la Catedral del Norte de Londres", aunque no es una catedral en sentido oficial.
Fue fundada en la tradición anglo-católica en 1870 por Richard Carr Kirkpatrick que sirvió como párroco en Saint Augustine desde 1870 hasta 1907. En 1871 se colocó la primera piedra de este ambicioso edificio, una iglesia de estilo neogótico diseñada por John Loughborough Pearson (1817–1897). 
Está catalogado como un edificio de Grado I por la Historic Buildings and Monuments Commission for England.

## Arquitectura
Los planes de Pearson exigían una estructura de ladrillo rojo, techos abovedados y una amplia escultura interior de piedra en un estilo que recuerda a la arquitectura gótica del siglo XIII. La iglesia fue consagrada en 1880 pero la torre y la aguja, notables estructuras  de la época victoriana, no se construyeron hasta 1897-1898. La aguja mide más de 77 metros (253 pies) de altura. 
Terminada en 1878, la nave mide nueve metros (28 pies) de ancho con un crucero que está delimitado por transeptos en los lados norte y sur. El arte religioso en varias formas representa la mayoría de las principales historias bíblicas. Clayton y Bell crearon las vidrieras que incluyen un gran rosetón que representa la Creación, nueve ventanas del triforio (cinco representan tipos de ángeles), ventanas de la nave que representan a los Santos conectados con Inglaterra, una ventana que representa a San Agustín y varias otras ventanas de lanceta. Las pinturas alrededor de la nave representan el ministerio de curación de Jesús de Nazaret. 
Sir Giles Gilbert Scott diseñó las pantallas para el altar mayor en 1930. El presbiterio y el santuario están rodeados de formas escultóricas talladas que representan la pasión, la crucifixión, el entierro y la resurrección de Cristo, así como los apóstoles, santos y otra iconografía religiosa. El crucero sur conduce a la capilla de San Miguel (St Michael) con representaciones de la Eucaristía, el sacrificio, los ángeles y la adoración.

## En la cultura popular
El interior de la Iglesia de San Agustín se utilizó en la filmación de Young Sherlock Holmes (1985) y de Los inmortales (1986). Años más tarde, en 2019, el templo fue utilizado como localización de dos videoclips del grupo coral Libera y entre ellos el de un famoso villancico.

## Galería

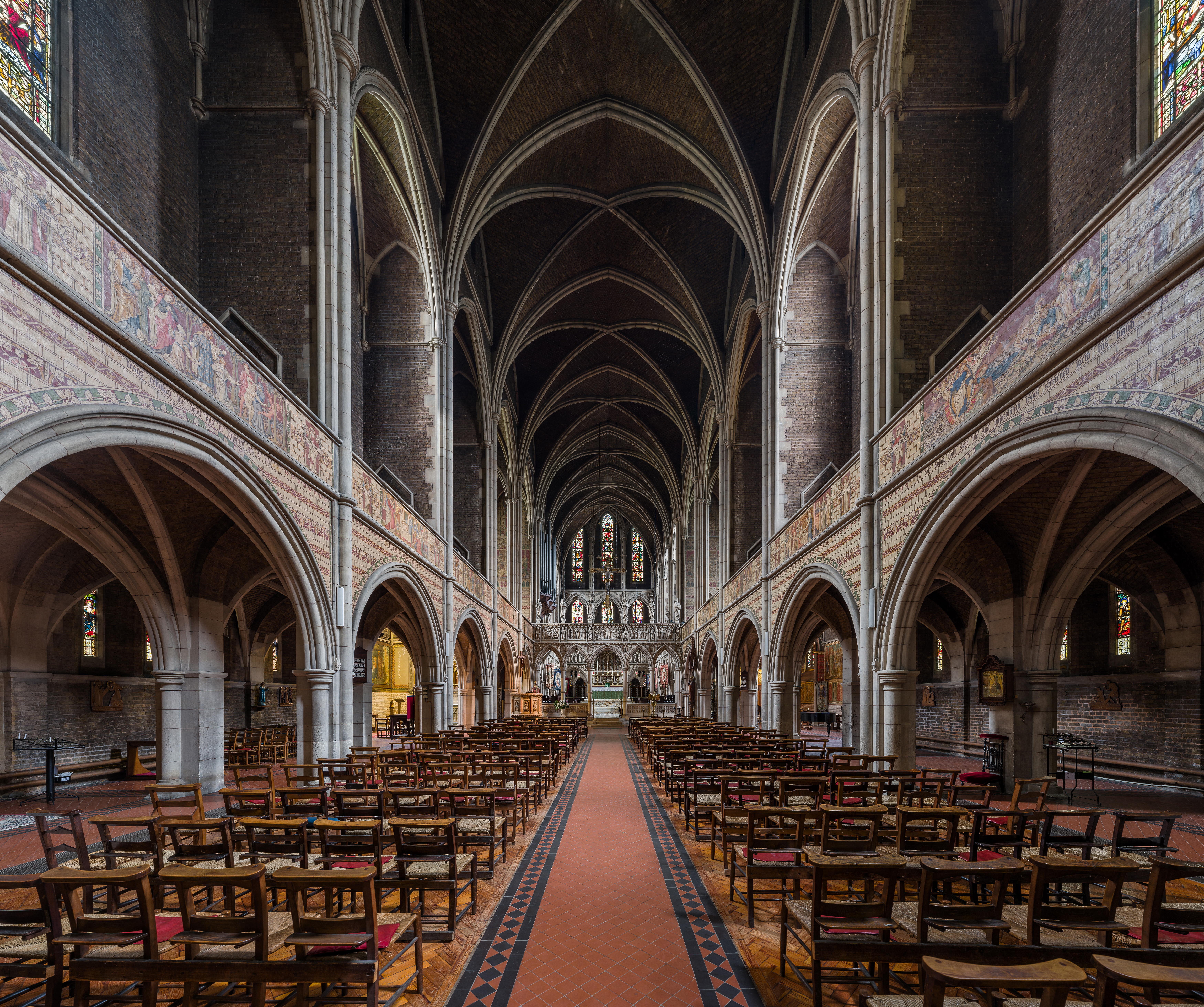
La nave este.
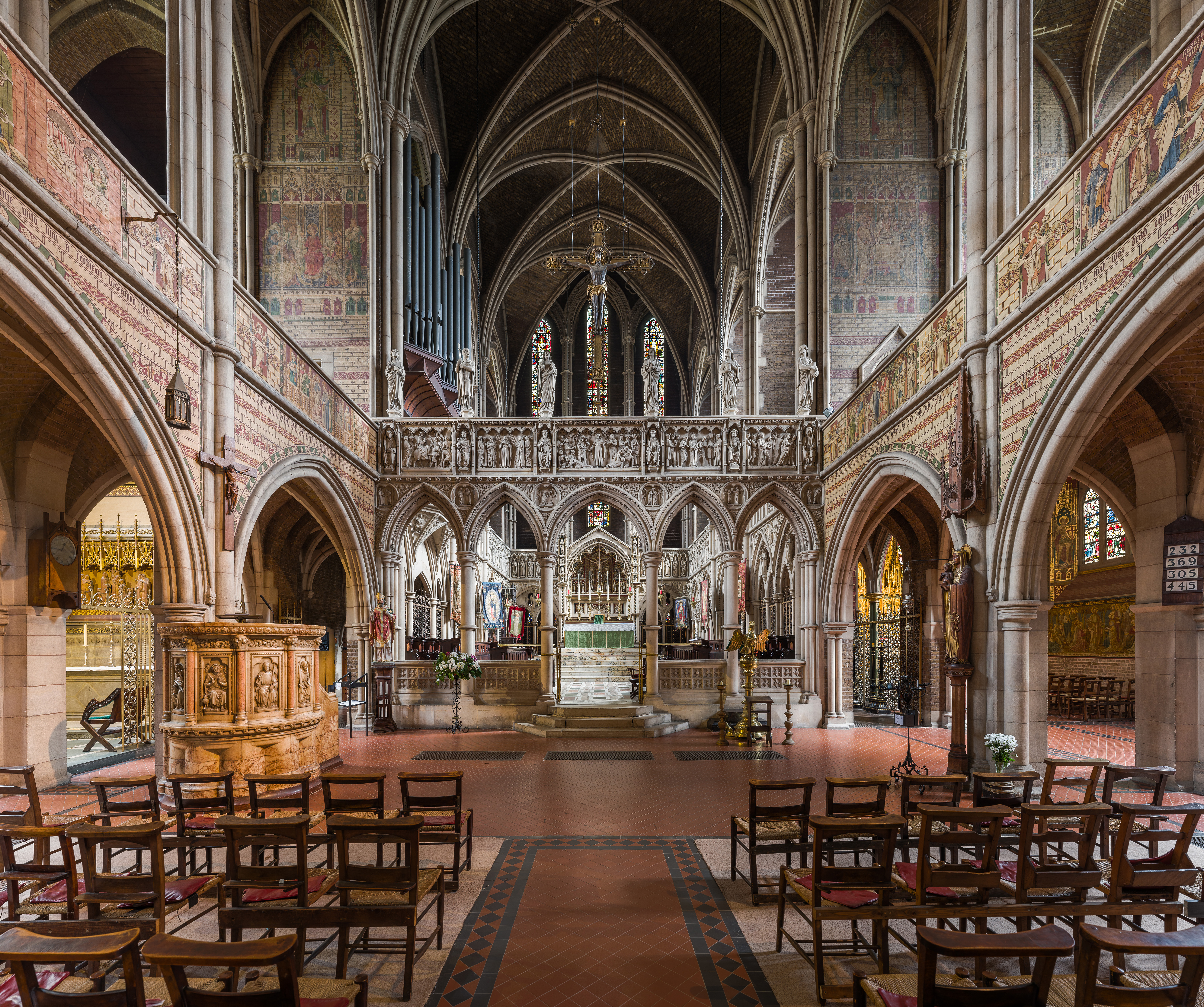
El coro alto (rood screen).
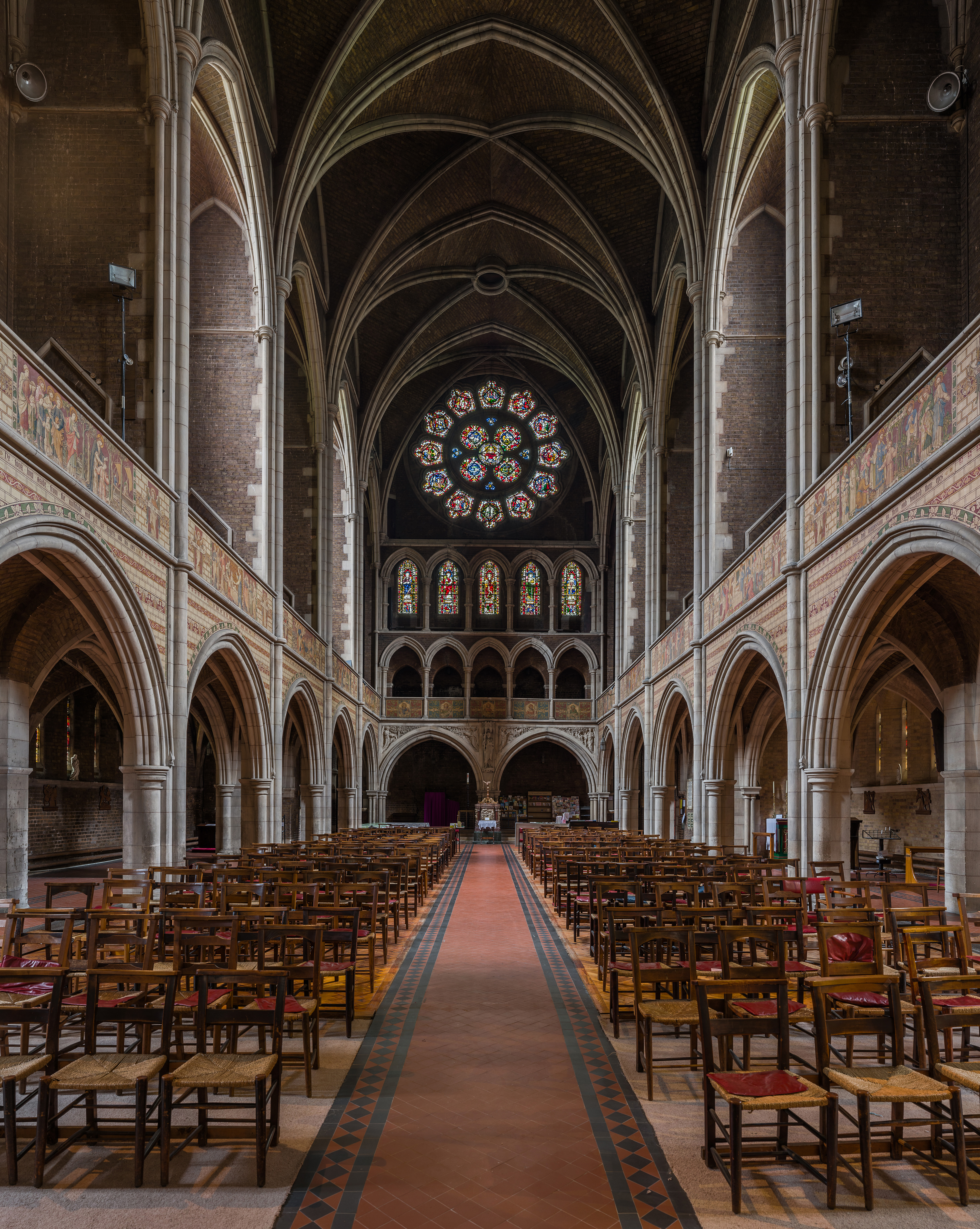
La nave mirando hacia el oeste.
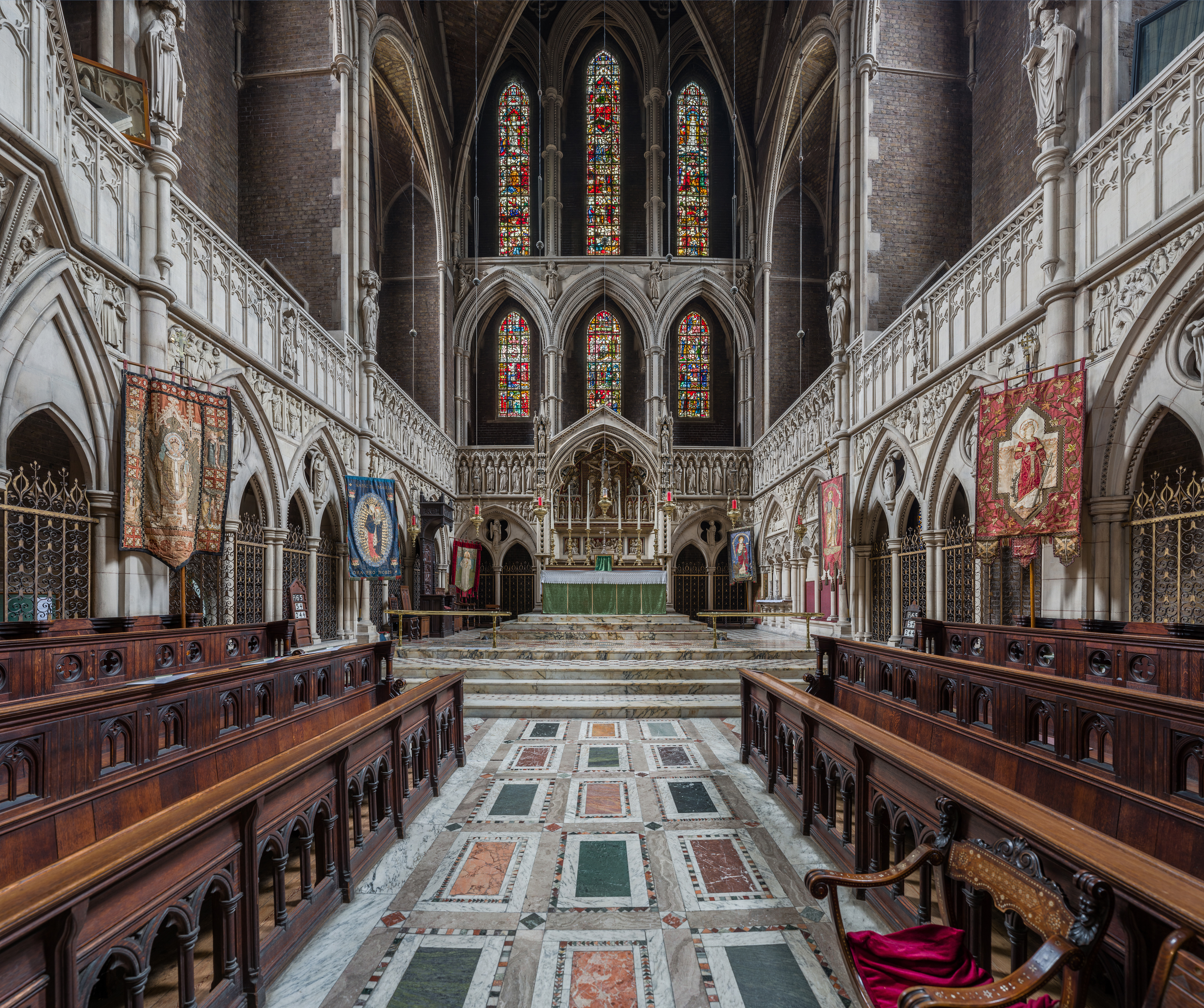
El santuario.
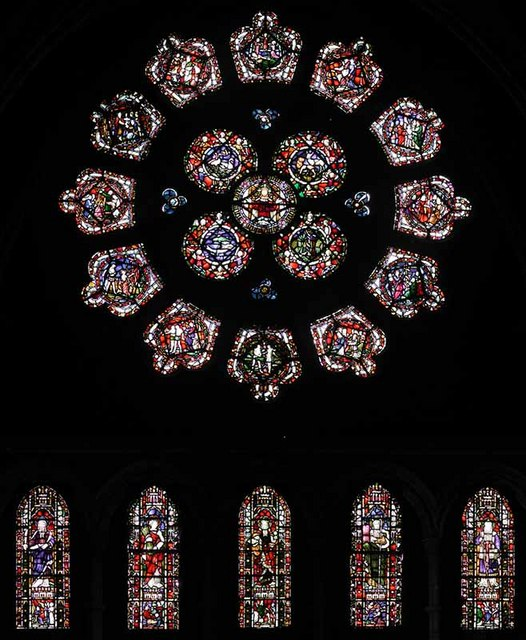
Rosetón oeste.
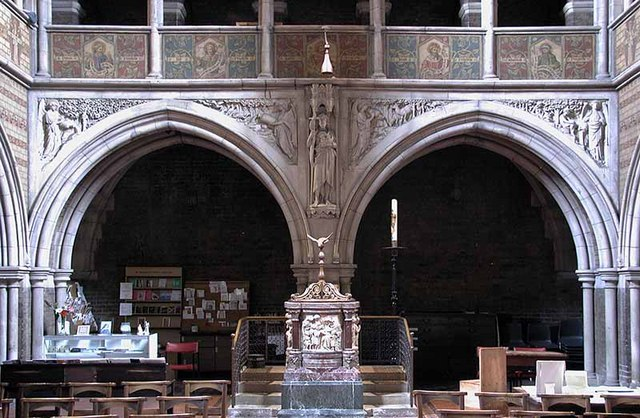
Arquería occidental.
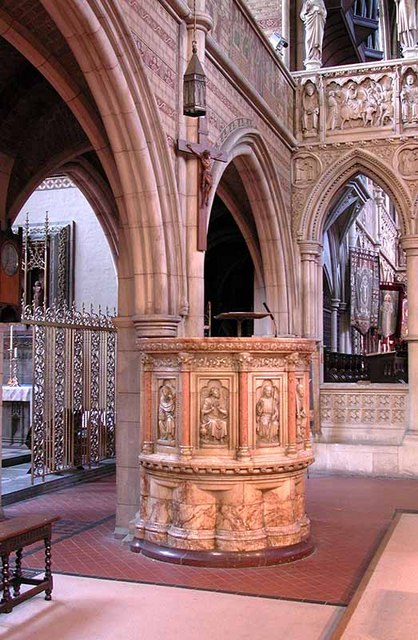
Púlpito.
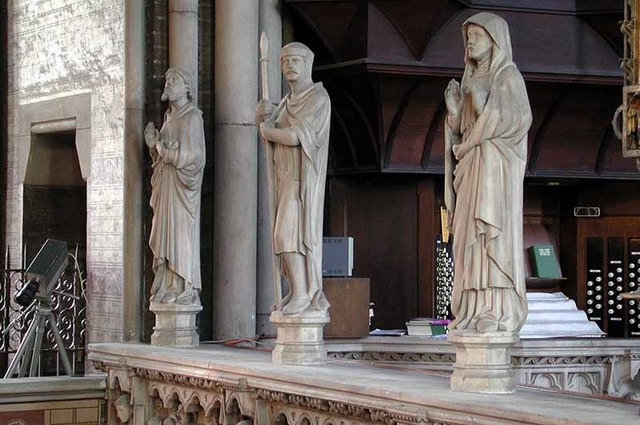
Estatuas en el coro alto.
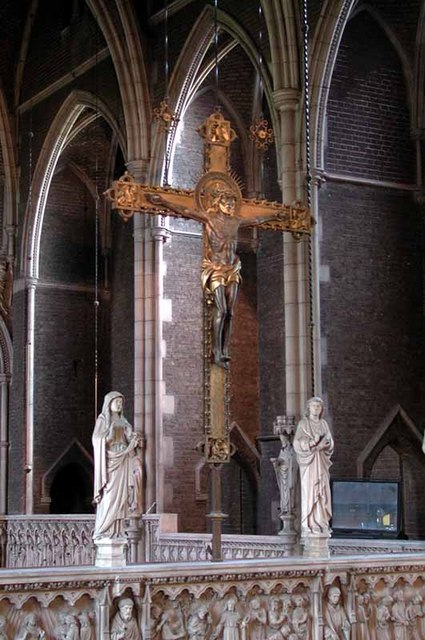
Detalle del coro alto.
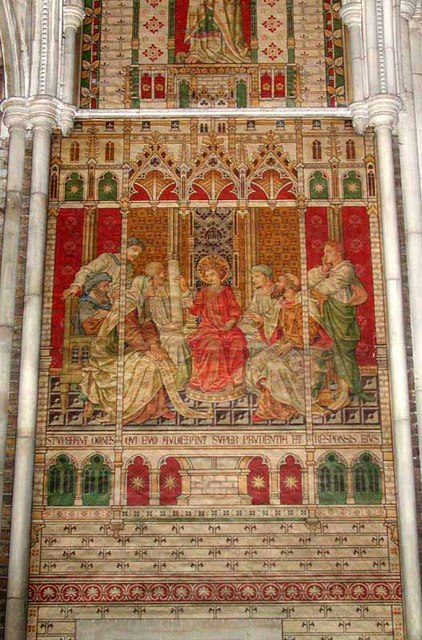
Pintura mural.
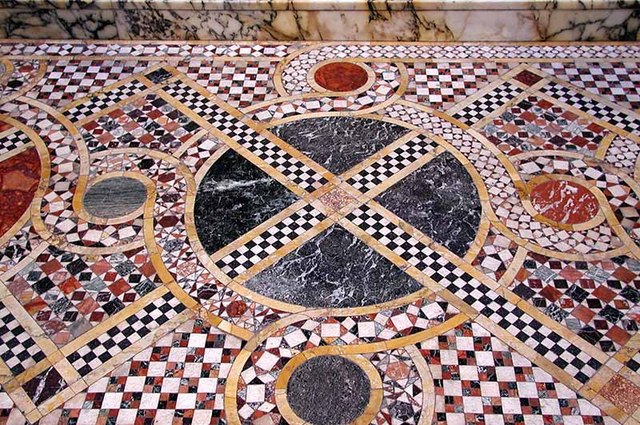
Pavimento.
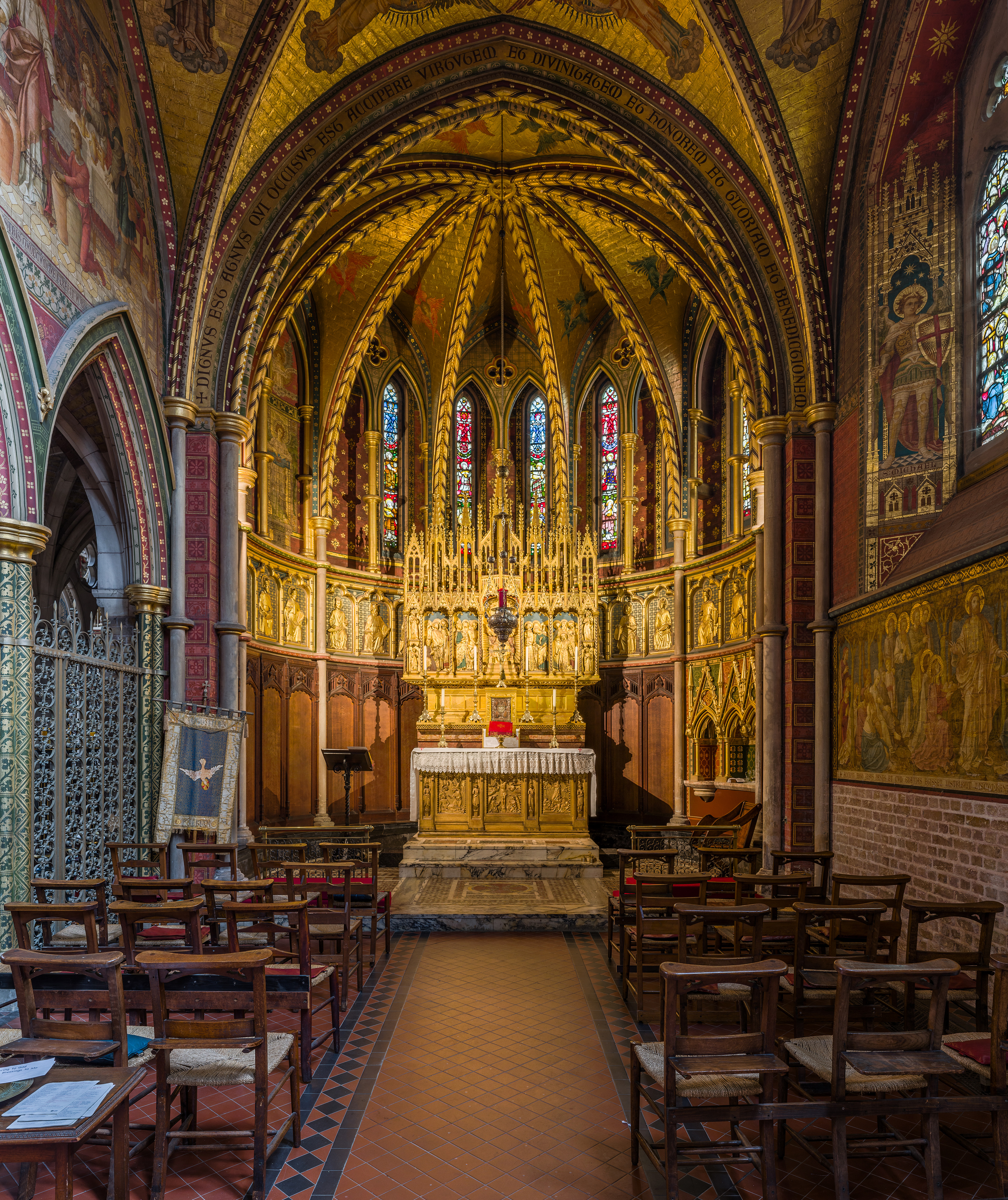
Capilla de San Miguel.